# Сент-Меріс (стадіон)
Стадіон «Сент-Ме́ріс» (англ. St Mary's Stadium) — футбольний стадіон у Саутгемптоні, Англія. Домашня арена однойменного клубу. Місткість становить 32 689 глядачів.

## Визначні матчі
На стадіоні пройшов один матч збірної Англії: 16 жовтня 2002 року вона зіграла з Македонією 2:2. Роком раніше, 7 жовтня 2001, на стадіоні зіграли збірні Японії та Нігерії.